# Turre
Turre község Spanyolországban, Almería tartományban. Lakosainak száma 4209 fő (2024).

## Földrajza
Turre Carboneras, Sorbas, Bédar, Los Gallardos, Vera és Mojácar községekkel határos.

## Népesség
A település lakosságának változását az alábbi diagram mutatja:
| Lakosok száma | 2365 | 2656 | 3045 | 3626 | 3901 | 3563 | 3351 | 3549 | 3892 | 4209 |
|               | 2001 | 2004 | 2006 | 2009 | 2011 | 2014 | 2016 | 2019 | 2021 | 2024 |